# Колос Олександр Олександрович
Олекса́ндр Олекса́ндрович Ко́лос (1996—2024) — старший матрос морської піхоти Військово-Морських Сил Збройних сил України, учасник російсько-української війни, що відзначився у ході російського вторгнення в Україну. Герой України (2025, посмертно).

## Життєпис
Народився 6 квітня 1996 в с. Новоолександрівка Роздільнянського району Одеської області.
Під час російського вторгнення в Україну — старший матрос, навідник-оператор-розвідник 1-го відділення глибинної розвідки 3-го взводу глибинної розвідки 140-го окремого розвідувального батальйону Морської піхоти України.
Загинув 21 червня 2024 року під час виконання бойового завдання в районі острова Козацький Херсонської області.

## Нагороди
- Звання Герой України з удостоєнням ордена «Золота Зірка» (21 лютого 2025, посмертно) — за особисту мужність і героїзм, виявлені у захисті державного суверенітету та територіальної цілісності України, самовіддане служіння Українському народові[2]